# Hrabstwo Lumpkin

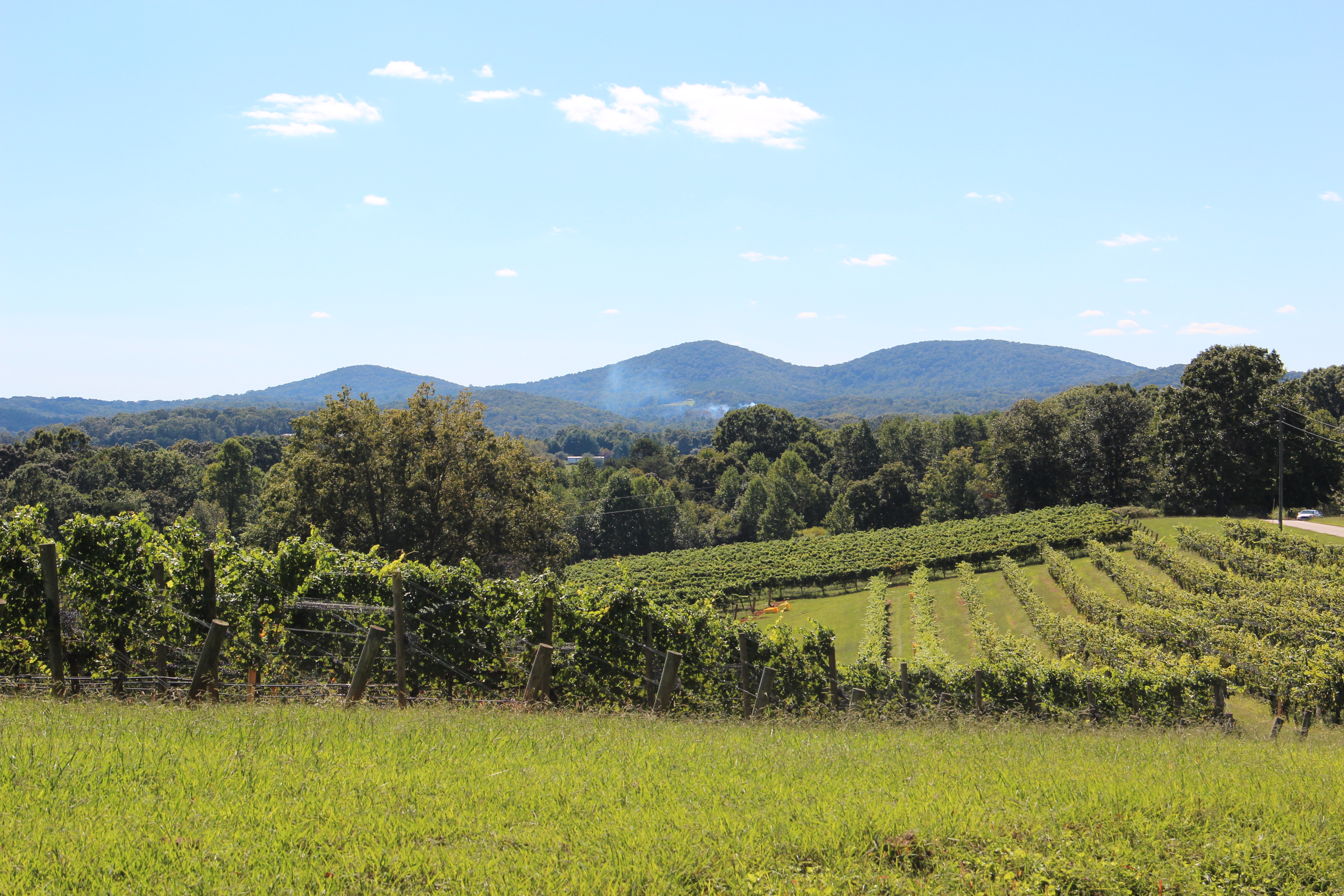
Winnice na tle trzech wzgórz

Hrabstwo Lumpkin – hrabstwo w USA, w stanie Georgia. Według spisu w 2020 roku, liczy 33,5 tys. mieszkańców, w tym 90,3% stanowiły białe społeczności nielatynoskie. W latach 2010–2020 populacja hrabstwa wzrosła o 11,8%. Siedzibą hrabstwa i jedynym miastem jest Dahlonega.
Znajdują się tutaj biura administracyjne North Georgia College i Uniwersytetu Stanowego (NGCSU).

## Historia
Hrabstwo Lumpkin i jego siedziba – Dahlonega, słyną jako miejsce pierwszej wielkiej gorączki złota, która rozpoczęła się w 1828 roku.

## Sąsiednie hrabstwa
- Hrabstwo Union – północ
- Hrabstwo White – wschód
- Hrabstwo Hall – południowy wschód
- Hrabstwo Dawson – zachód
- Hrabstwo Fannin – północny zachód

## Gospodarka
Baza gospodarcza hrabstwa opiera się na usługach, turystyce, przemyśle winiarskim i hodowli drobiu. Hrabstwo obejmuje niewielką część Lasu Narodowego Chattahoochee.

## Polityka
Hrabstwo silnie republikańskie, gdzie w wyborach prezydenckich w 2020 roku, 78,2% głosów otrzymał Donald Trump i 20,1% przypadło dla Joe Bidena.

## Religia
W 2020 roku, 6,5% populacji deklarowało członkostwo w Kościele katolickim.